# George Willem van Liegnitz
George Willem van Liegnitz (Ohlau, 29 september 1660 - Brieg, 21 november 1675) was van 1672 tot aan zijn dood hertog van Liegnitz, Brieg, Ohlau en Wohlau. Hij behoorde tot de Silezische tak van het huis Piasten.

## Levensloop
George Willem zoon van hertog Christiaan van Brieg en diens echtgenote Louise, dochter van vorst Johan Casimir van Anhalt-Dessau.
Bij het overlijden van zijn vader in 1672 was George Willem elf jaar oud. Zijn vader had nog tijdens zijn leven bepaald dat indien George Willem bij zijn dood nog minderjarig zou zijn, zijn regentschap toegewezen werd aan zijn moeder Louise en zijn voogdij opgenomen werd door keurvorst Frederik Willem van Brandenburg en vorst Johan George II van Anhalt-Dessau. Omdat de vrees bestond dat keizer Leopold I, als koning van Bohemen de leenheer van Liegnitz, de voogdij van George Willem naar zich toe zou trekken om hem dan een katholieke opvoeding te geven, werd hij een dag voor de dood van zijn vader naar het Brandenburgse Frankfurt gebracht. Ook nadat hij zijn vader opgevolgd was als hertog van Liegnitz, Brieg, Ohlau en Wohlau, bleef George Willem in Frankfurt resideren, waar hij opgeleid werd volgens het programma van zijn opvoeders.
Het verblijf van George Willem in het buitenland en de aanstelling van keurvorst Frederik Willem van Brandenburg als voogd, werden door keizer Leopold I als een onvriendelijke geste beschouwd. Nadat Frederik Willem zich had teruggetrokken als voogd en Leopold gegarandeerd had dat hij zich niet zou bemoeien met George Willems opleiding, haalde zijn moeder hem in de zomer van 1673 terug naar Brieg. Toen George Willems oudere zus Charlotte enkele maanden na het overlijden van haar vader stiekem en zonder medeweten van haar moeder huwde, werd zijn moeder Louise zwakheid verweten door de Staten en de voogdijraad. De Staten pleitten voor de beëindiging van Louises regentschap en konden keizer Leopold I ervan overtuigen om George Willem voortijdig volwassen te verklaren, zodat hij de regering van zijn geërfde hertogdommen zelf kon opnemen. Omdat zijn volwassenheidstoekenning en de leenoverdracht enkel persoonlijk door de keizer in Wenen kon worden goedgekeurd, begaf George Willem zich na uitgebreide diplomatieke voorbereiden begin 1675 met een gevolg naar een Wenen.  
Op 14 maart 1675 huldigde George Willem keizer Leopold I, waarmee hij de leenoverdracht van zijn domeinen bevestigd werd. Na zijn terugkeer vond op 30 maart 1675 in Brieg zijn formele regeringsaantrede plaats. Er wachtte hem een beloftevolle toekomst, zo werd hij in de zomer van 1675 door keizer Leopold I aangesteld als diens plaatsvervanger en commissaris in de Silezische Vorstendag. Na een jacht kreeg hij echter een verkoudheid die resulteerde in de pokken, waaraan George Willem in november 1675 op 15-jarige leeftijd stierf. Hij werd bijgezet in de Johanneskerk van Liegnitz.
Het overlijden van George Willem betekende het uitsterven van de Silezische tak van het huis Piasten in de mannelijke lijn. Zijn hertogdommen werden geannexeerd door keizer Leopold I. 